# Artiom Dziuba
Artiom Serguéievich Dzyuba (en ruso: Артём Сергеевич Дзюба; Moscú, Unión Soviética, 22 de agosto de 1988) es un futbolista ruso que juega como delantero y su equipo es el F. C. Akron Tolyatti de la Liga Premier de Rusia.

## Trayectoria
Su padre, Sergey, es de Poltava Oblast (Ucrania) y trabajaba como policía, mientras que su madre, Svetlana, es de Tsivilsk (Chuvasia) y trabajaba en una tienda de comestibles en Moscú donde conoció a su padre.
Asistió a la escuela de fútbol del Spartak de Moscú y comenzó a jugar para las reservas del equipo en 2005. En 2006 jugó por primera vez para el primer equipo en un partido de la Copa de Rusia contra el FC Ural, reemplazando a Román Pavliuchenko en el minuto 85. Tuvo su primera aparición como suplente en la Premier League rusa en la ronda 12 contra FC Saturn Rámenskoye. Tuvo 7 apariciones como suplente en esa temporada, pero no anotó.
El 7 de agosto de 2009 Tom Tomsk fichó al delantero cedido hasta diciembre de 2009. En la Premier League rusa 2013-14 anotó 17 goles mientras estaba cedido al Rostov.
En 2015 fue fichado por el Zenit de San Petersburgo por André Villas-Boas. En la Liga de Campeones de la UEFA 2015-16 logró marcar un total de seis goles en cinco partidos consecutivos.
El 31 de enero de 2018 fichó cedido por el PFC Arsenal Tula por el resto de la temporada 2017-18.
Se convirtió en el máximo goleador conjunto de la Premier League rusa 2019-20 con 17 goles empatado con su compañero de equipo Sardar Azmoun. Esa temporada también proporcionó la mayor cantidad de asistencias por segunda temporada consecutiva. El 25 de julio de 2020 marcó un penal para darle al Zenit la Copa de Rusia 2019-20. El 7 de agosto de 2020 marcó el primer gol en la victoria por 2-1 sobre el Lokomotiv de Moscú para ganar la Supercopa de Rusia.
El 2 de mayo de 2021 marcó dos goles y el Zenit aseguró su tercer título consecutivo en una victoria por 6-1 sobre el Lokomotiv de Moscú, que ocupaba el segundo lugar. En el último día de partido de la temporada de liga 2020-21 el 16 de mayo de 2021, marcó 4 goles contra el FC Tambov, lo que elevó su total a 20 y superó a su compañero de equipo Sardar Azmoun (que anotó 19 goles) como máximo goleador.
El 16 de octubre de 2021, en un partido contra el PFC Arsenal Tula, marcó su gol número 100 con el Zenit. Trece días después, en un partido contra el FC Dinamo Moscú, marcó su gol número 144 en la Premier League rusa, convirtiéndose en el poseedor del récord de la liga en número de goles marcados.
Al final de la temporada 2021-22 abandonó el equipo de San Petersburgo tras finalizar su contrato. Se marchó habiendo jugado 249 partidos, en los que marcó 108 goles, y ganando diez títulos. Entonces decidió probar fortuna fuera de Rusia y en agosto firmó por un año, más otro opcional, con el Adana Demirspor turco. Sin embargo, después de tres meses en los que anotó un tanto en los cinco encuentros que disputó, llegó a un acuerdo para la rescisión del contrato.
Regresó a Rusia tras este breve paso por Turquía y el 8 de febrero de 2023 se hizo oficial su incorporación al F. C. Lokomotiv Moscú hasta final de temporada. Siguió una campaña más y se marchó tras haber jugado 39 partidos en los que marcó doce goles y dio nueve asistencias. Entonces continuó su carrera en el F. C. Akron Tolyatti con el que se comprometió hasta junio de 2025. El primer día de ese mes llegó a un acuerdo para renovar su contrato por otra temporada.

## Selección nacional
Es internacional con la selección de Rusia. Hasta el momento disputó 56 partidos, convirtiendo 31 goles.
El 4 de junio de 2018 el seleccionador Stanislav Cherchésov lo incluyó en la lista de 23 para el Mundial. Realizó un torneo en el que lideró a la selección de Rusia hasta los cuartos de final.
El 19 de marzo de 2025, en un amistoso frente a Granada, superó a Aleksandr Kerzhakov como máximo goleador histórico de la selección rusa al lograr su trigésimo primer tanto.

### Participaciones en Copas del Mundo
| Mundial                        | Sede  | Resultado        | Partidos | Goles |
| ------------------------------ | ----- | ---------------- | -------- | ----- |
| Copa Mundial de Fútbol de 2018 | Rusia | Cuartos de final | 5        | 3     |

## Estadísticas

### Clubes
| Club                             | Div.          | Temporada     | Liga  | Liga  | Liga   | Copas nacionales(1) | Copas nacionales(1) | Copas nacionales(1) | Torneos internacionales(2) | Torneos internacionales(2) | Torneos internacionales(2) | Total(3) | Total(3) | Total(3) | Media goleadora |
| Club                             | Div.          | Temporada     | Part. | Goles | Asist. | Part.               | Goles               | Asist.              | Part.                      | Goles                      | Asist.                     | Part.    | Goles    | Asist.   | Media goleadora |
| -------------------------------- | ------------- | ------------- | ----- | ----- | ------ | ------------------- | ------------------- | ------------------- | -------------------------- | -------------------------- | -------------------------- | -------- | -------- | -------- | --------------- |
| Spartak de Moscú · Rusia         | 1.ª           | 2006          | 5     | 0     | 0      | —                   | —                   | —                   | —                          | —                          | —                          | 5        | 0        | 0        | 0               |
| Spartak de Moscú · Rusia         | 1.ª           | 2007          | 16    | 1     | 1      | 1                   | 0                   | 1                   | 5                          | 2                          | 0                          | 22       | 3        | 2        | 0,13            |
| Spartak de Moscú · Rusia         | 1.ª           | 2008          | 16    | 1     | 0      | —                   | —                   | —                   | 5                          | 3                          | 0                          | 21       | 4        | 0        | 0,19            |
| Spartak de Moscú · Rusia         | 1.ª           | 2009          | 8     | 2     | 2      | 2                   | 2                   | 0                   | —                          | —                          | —                          | 10       | 4        | 2        | 0,4             |
| Spartak de Moscú · Rusia         | 1.ª           | 2010          | 2     | 0     | 0      | —                   | —                   | —                   | —                          | —                          | —                          | 2        | 0        | 0        | 0               |
| Spartak de Moscú · Rusia         | 1.ª           | 2011-12       | 41    | 11    | 8      | 3                   | 1                   | 0                   | 8                          | 2                          | 3                          | 52       | 14       | 11       | 0,26            |
| Spartak de Moscú · Rusia         | 1.ª           | 2012-13       | 25    | 4     | 7      | 1                   | 0                   | 0                   | 6                          | 0                          | 0                          | 32       | 4        | 7        | 0,12            |
| Spartak de Moscú · Rusia         | 1.ª           | 2014-15       | 13    | 7     | 1      | 1                   | 0                   | 0                   | —                          | —                          | —                          | 14       | 7        | 1        | 0,5             |
| Spartak de Moscú · Rusia         | Total club    | Total club    | 126   | 26    | 19     | 8                   | 3                   | 1                   | 24                         | 7                          | 3                          | 158      | 36       | 23       | 0,22            |
| Tom Tomsk · Rusia                | 1.ª           | 2009          | 10    | 3     | 2      | —                   | —                   | —                   | —                          | —                          | —                          | 10       | 3        | 2        | 0,3             |
| Tom Tomsk · Rusia                | 1.ª           | 2010          | 24    | 10    | 5      | 1                   | 1                   | 0                   | —                          | —                          | —                          | 25       | 11       | 5        | 0,44            |
| Tom Tomsk · Rusia                | Total club    | Total club    | 34    | 13    | 7      | 1                   | 1                   | 0                   | 0                          | 0                          | 0                          | 35       | 14       | 7        | 0,4             |
| FK Rostov · Rusia                | 1.ª           | 2013-14       | 28    | 17    | 4      | 3                   | 2                   | 1                   | —                          | —                          | —                          | 31       | 19       | 5        | 0,61            |
| FK Rostov · Rusia                | 1.ª           | 2014-15       | 12    | 1     | 0      | —                   | —                   | —                   | —                          | —                          | —                          | 12       | 1        | 0        | 0,08            |
| FK Rostov · Rusia                | Total club    | Total club    | 40    | 18    | 4      | 3                   | 2                   | 1                   | 0                          | 0                          | 0                          | 43       | 20       | 5        | 0,46            |
| Zenit de San Petersburgo · Rusia | 1.ª           | 2015-16       | 30    | 15    | 9      | 6                   | 2                   | 1                   | 8                          | 6                          | 2                          | 44       | 23       | 12       | 0,52            |
| Zenit de San Petersburgo · Rusia | 1.ª           | 2016-17       | 26    | 13    | 5      | 2                   | 0                   | 0                   | 6                          | 1                          | 2                          | 34       | 14       | 7        | 0,41            |
| Zenit de San Petersburgo · Rusia | 1.ª           | 2017-18       | 15    | 1     | 0      | 1                   | 0                   | 0                   | 8                          | 1                          | 1                          | 24       | 2        | 1        | 0,08            |
| Zenit de San Petersburgo · Rusia | 1.ª           | 2018-19       | 27    | 8     | 12     | 1                   | 0                   | 0                   | 9                          | 5                          | 5                          | 37       | 13       | 17       | 0,35            |
| Zenit de San Petersburgo · Rusia | 1.ª           | 2019-20       | 28    | 17    | 14     | 3                   | 2                   | 0                   | 6                          | 2                          | 1                          | 37       | 21       | 15       | 0,57            |
| Zenit de San Petersburgo · Rusia | 1.ª           | 2020-21       | 27    | 20    | 8      | 2                   | 1                   | 0                   | 5                          | 1                          | 1                          | 34       | 22       | 9        | 0,64            |
| Zenit de San Petersburgo · Rusia | 1.ª           | 2021-22       | 28    | 11    | 7      | 3                   | 1                   | 1                   | 8                          | 1                          | 2                          | 39       | 13       | 10       | 0,33            |
| Zenit de San Petersburgo · Rusia | Total club    | Total club    | 155   | 85    | 55     | 18                  | 6                   | 2                   | 50                         | 17                         | 14                         | 223      | 108      | 71       | 0,48            |
| Arsenal Tula · Rusia             | 1.ª           | 2017-18       | 10    | 6     | 3      | —                   | —                   | —                   | —                          | —                          | —                          | 10       | 6        | 3        | '0,6            |
| Arsenal Tula · Rusia             | Total club    | Total club    | 10    | 6     | 3      | 0                   | 0                   | 0                   | 0                          | 0                          | 0                          | 10       | 6        | 3        | 0,6             |
| Total carrera                    | Total carrera | Total carrera | 365   | 148   | 90     | 30                  | 12                  | 4                   | 74                         | 24                         | 17                         | 469      | 184      | 111      | 0,39            |

### Selecciones
Actualizado al último partido jugado el 19 de noviembre de 2019.
| Selección | Temporada | Amistosos | Amistosos | Amistosos | Clasificación | Clasificación | Clasificación | Eurocopa | Eurocopa | Eurocopa | Mundial | Mundial | Mundial | Total | Total | Total  |
| Selección | Temporada | Part.     | Goles     | Asist.    | Part.         | Goles         | Asist.        | Part.    | Goles    | Asist.   | Part.   | Goles   | Asist.  | Part. | Goles | Asist. |
| --------- | --------- | --------- | --------- | --------- | ------------- | ------------- | ------------- | -------- | -------- | -------- | ------- | ------- | ------- | ----- | ----- | ------ |
| Rusia     | 2011      | 1         | 0         | 0         | -             | -             | -             | -        | -        | -        | -       | -       | -       | 1     | 0     | 0      |
| Rusia     | 2012      | 1         | 0         | 1         | -             | -             | -             | -        | -        | -        | -       | -       | -       | 1     | 0     | 1      |
| Rusia     | 2013      | 0         | 0         | 0         | 1             | 0             | 0             | -        | -        | -        | -       | -       | -       | 1     | 0     | 0      |
| Rusia     | 2014      | 1         | 0         | 0         | 4             | 2             | 1             | -        | -        | -        | -       | -       | -       | 5     | 2     | 1      |
| Rusia     | 2015      | 3         | 0         | 1         | 4             | 6             | 3             | -        | -        | -        | -       | -       | -       | 7     | 6     | 4      |
| Rusia     | 2016      | 4         | 3         | 0         | -             | -             | -             | 3        | 0        | 0        | -       | -       | -       | 7     | 3     | 0      |
| Rusia     | 2017      | -         | -         | -         | -             | -             | -             | -        | -        | -        | -       | -       | -       | 0     | 0     | 0      |
| Rusia     | 2018      | 1         | 0         | 0         | 4             | 1             | 0             | -        | -        | -        | 5       | 3       | 2       | 10    | 4     | 2      |
| Rusia     | 2019      | 0         | 0         | 0         | 10            | 9             | 5             | -        | -        | -        | -       | -       | -       | 10    | 9     | 5      |
| Total     | Total     | 11        | 3         | 2         | 23            | 18            | 9             | 3        | 0        | 0        | 5       | 3       | 2       | 42    | 24    | 13     |

## Palmarés

### Campeonatos nacionales
| Título                | Club                     | País  | Año     |
| --------------------- | ------------------------ | ----- | ------- |
| Copa de Rusia         | F. C. Rostov             | Rusia | 2013-14 |
| Supercopa de Rusia    | Zenit de San Petersburgo | Rusia | 2015    |
| Copa de Rusia         | Zenit de San Petersburgo | Rusia | 2015-16 |
| Supercopa de Rusia    | Zenit de San Petersburgo | Rusia | 2016    |
| Liga Premier de Rusia | Zenit de San Petersburgo | Rusia | 2018-19 |
| Liga Premier de Rusia | Zenit de San Petersburgo | Rusia | 2019-20 |
| Copa de Rusia         | Zenit de San Petersburgo | Rusia | 2019-20 |
| Supercopa de Rusia    | Zenit de San Petersburgo | Rusia | 2020    |
| Liga Premier de Rusia | Zenit de San Petersburgo | Rusia | 2020-21 |
| Supercopa de Rusia    | Zenit de San Petersburgo | Rusia | 2021    |
| Liga Premier de Rusia | Zenit de San Petersburgo | Rusia | 2021-22 |